# George Mayberry
George Mahony Mayberry (* 24. Juli 1883 in Kenmare; † 21. November 1961 in Frant) war ein irischer Leichtathlet.

## Karriere
Mayberry studierte an der Universität Dublin. Nach Beendigung seines Studiums trat er dem Verein Clonliffe Harriers bei, dessen Präsident er später wurde. Während des Studiums betätigte er sich zunächst im Laufsport, später wandte er sich Sprungdisziplinen zu. 1908 vertrat er das Vereinigte Königreich Großbritannien und Irland bei den Olympischen Spielen in London. Hier partizipierte er im Dreisprung. Für den Wettbewerb im Hochsprung war er ebenfalls gemeldet, trat aber nicht an.
Auf nationaler Ebene erreichte er vier zweite Plätze bei den Meisterschaften der Irish Amateur Athletic Association im Hochsprung in den Jahren 1906, 1907, 1910 und 1911. Zwischen 1914 und 1919 diente er im Royal Army Medical Corps in der British Army und erreichte den Rang eines Captains. In den Jahren 1927 bis 1949 war er der ärztliche Leiter des Dagenham Sanatorium und des Landon Hills Sanatorium for Children.